# Apocheiridium serenense
Apocheiridium serenense es una especie de arácnido del orden Pseudoscorpionida de la familia Cheiridiidae.

## Distribución geográfica
Se encuentra en algunas zonas de Chile.